# 紐約 (烏克蘭)
纽约（烏克蘭語：Нью-Йорк，羅馬化：Niu-York，發音：[nʲjʊ ˈjɔ̈rk]），1951年至2021年间称諾夫霍羅茨凱，是烏克蘭東部頓涅茨克州巴赫穆特区托雷茨克市镇内的一个鎮。距離州府頓涅茨克38公里，處於克里沃伊托列茨河畔，海拔高度106米，2013年該市級鎮人口10,850。

## 鎮名
2021年改名前稱為諾夫霍羅茨凱（羅馬化：Novhorodske），或按俄语名译为诺夫哥罗茨科耶或诺夫哥罗德斯科耶（羅馬化：Novgorodskoye）。
該鎮名稱的起源仍然是一個謎，衆説紛紜。可能來自當地一位企業家或政要，他們從美國歸來定居，或者合夥人是來自紐約市的美國公民。另一種説法認爲定居者可能是來自德国北部約克（Jork）的門諾派信徒。當地歷史學家維克多·科瓦洛夫因此認為，該地名可能對應於「Neu Jork」（新约克），並隨著時間的推移而演變。它也可能是從拉丁字母到西里爾字母的音譯錯誤的結果。然而，門諾派的正式成立可以追溯到1889年，而“紐約”這個名字則早於它。另一首曲目讓人回想起19世紀該地區經常出現具有著名喚起意義的名字。歷史地圖顯示了德魯日基夫卡附近的一個「瑞士農場」或索萊達爾周圍一個名為「迦太基」的小村莊。此外，歷史學家維克多·科瓦洛夫也不排除開玩笑的可能性。
紐約於1846年首次出現在地圖上。紐約這個名字第一次被官方提及可以追溯到1859年，當時是葉卡捷琳諾斯拉夫省（當時是俄羅斯帝國的一部分）的人口普查結果之一。 1859年的人口普查證實，當地當時有13戶人家、45名男性、40名女性和一家工廠。

## 歷史

### 俄烏戰爭
自俄烏戰爭於2014年爆發後，該鎮一直處於戰線，並因此日夜受炮擊影響。截至2023年3月底，雙方均同意該鎮仍受烏方控制。在2023年3月18日和2024年1月15日，该镇至少两次遭到俄军导弹和精确制导航空炸弹的轰炸。
2024年托列茨克战役打响后，7月3日俄军攻入纽约南部，又在数日后攻入纽约中部。8月，俄军占领了乌军在顿巴斯战争期间于此镇修建的最后防线，该防线位于镇东。
8月18日，俄军宣称已完全控制纽约。俄罗斯公共议院主权问题委员会主席、新地区一体化协调委员会联合主席弗拉基米尔·罗戈夫在电报频道中宣布纽约（诺夫哥罗德）是一座俄罗斯城市，标志著俄罗斯官方确认此消息。20日俄罗斯国防部聲稱已經控制了该有战略意义的重要交通枢纽。烏克蘭軍方則表示，頓涅茨克州紐約村的衝突正在發生，沒有回應俄羅斯國防部聲稱已經控制該定居點。2024年9月末紐約已成為雙方接觸線的灰色地帶。10月7日，華爾街日報中的文章指出俄羅斯武裝部隊已於9月末控制紐約。

## 備注
1. ↑  另見§市名沿革章節
2. ↑  斯維亞托希爾斯克和博霍羅迪奇内一帶的聖山拉伏拉被稱爲“頓涅茨克瑞士”，與此或許有關係